# Rudolf Tomanek
Rudolf Tomanek (ur. 1 lutego 1879 w Ropicy, zm. 18 lipca 1941 w KL Dachau) – ksiądz katolicki, teolog, liturgista.
Syn Franciszka i Zuzanny z domu Pszczółka. Dorastał w środowisku uświadomionym zarówno pod względem religijnym i narodowym. Uczęszczał do niemieckiego gimnazjum w Cieszynie, które ukończył w 1897 r. Należał tam do tajnego polskiego stowarzyszenia „Jedność", którego celem było budzenie i podtrzymywanie ducha polskiego wśród młodzieży polskiej uczęszczającej do szkół niemieckich Śląska Austriackiego. Studia rozpoczął w Seminarium Duchownym w Ołomuńcu, skąd w 1899 r. został przeniesiony do  Seminarium Duchownego w Widnawie. Święcenia kapłańskie przyjął 25 lipca 1901 r. Po święceniach pracował jako wikary w Grodźcu, a następnie w Cieszynie. Był członkiem m.in. organizacji im. bł. Melchiora Grodzieckiego sprawującej opiekę nad kształcącą się młodzieżą katolicką oraz stowarzyszenia Dziedzictwo bł. Jana Sarkandra dla Ludu Polskiego na Śląsku. Był cenionym publicystą, autorem licznych dzieł i artykułów teologicznych, zwłaszcza z zakresu liturgii, tłumaczeń i kazań. Głosił kazanie na pogrzebie Henryka Sienkiewicza w 1916 r.

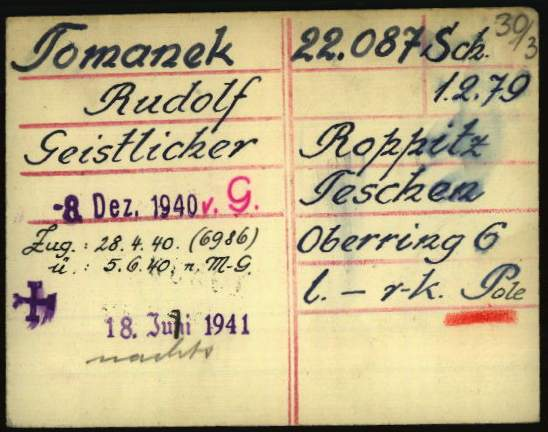
Karta rejestracyjna Rudolfa Tomanka jako więźnia w nazistowskim obozie koncentracyjnym w Dachau

Był współpracownikiem „Przeglądu Homiletycznego" i „Nowej Biblioteki Kaznodziejskiej". Pionierskim osiągnięciem ks. Rudolfa Tomanka było wydanie „Lekcji i Ewangelii na każdy dzień roku Kościelnego", w którym swój przekład lekcji połączył z perykopami ewangelicznymi  w przekładzie Władysława Szczepańskiego. Pracował nad wydaniem polskiego mszału rzymskiego, który opracował w rękopisie w 1936 r., a który wydano po wojnie (jego edycję wznawiano kilkakrotnie). Zapoczątkował wydawanie modlitewnika do dziś powszechnie używanego na Śląsku Cieszyńskim pt. „Chwalcie Pana". 
W 1932 r. otrzymał godność prałata. 18 kwietnia 1940 roku został aresztowany przez gestapo, a następnie przewieziony do obozu koncentracyjnego w Dachau, gdzie skazano go na śmierć głodową.